# Социјални мотиви
Социјални мотиви су мотиви изазвани и обликовани друштвеним чиниоцима, што детерминише различите видове друштвеног понашања и облике социјалне интеракције. Најпознатији социјални мотиви су: мотив за стицањем, мотив постигнућа, потреба за моћи, потреба за престижом, алтруистички мотив, афилијативни мотив, потреба за доминацијом и сл.